# Halvor Malm
Halvor Malm (Narvik, 14 ottobre 1936 – Nesodden, 13 gennaio 2022) è stato uno sciatore alpino e allenatore di sci alpino norvegese.

## Biografia
Sciatore polivalente, Malm debuttò in campo internazionale in occasione del trofeo Holmenkollen-Kandahar 1956 (Oppdal, 2-4 marzo), classificandosi 20º nella discesa libera, 4º nello slalom gigante e 6º nello slalom speciale, e due anni dopo ai Mondiali di Badgastein 1958, sua unica presenza iridata, si piazzò 34º nella discesa libera e non completò lo slalom speciale; disputò la sua ultima gara internazionale a Gällivare il 19 marzo 1964, quando fu 12º in slalom speciale, mentre in campo nazionale proseguì la sua carriera agonistica fino ai Campionati norvegesi 1968 (Narvik/Ørsta, 2-23 marzo), dove vinse la medaglia d'argento nella discesa libera. Non prese parte a rassegne olimpiche e non gareggiò in Coppa del Mondo; dopo il ritiro divenne allenatore nei quadri della nazionale norvegese.

## Palmarès

### Campionati norvegesi
- 6 medaglie[senza fonte]:
  - 1 oro (slalom speciale nel 1958)[5]
  - 3 argenti (discesa libera, slalom gigante nel 1964; discesa libera nel 1968)
  -  2 bronzi (discesa libera, slalom gigante nel 1963)[senza fonte]